# 海奧韋 (盧漢斯克區)
48°32′37″N 39°8′8″E / 48.54361°N 39.13556°E
海奥韋（烏克蘭語：Гайове）是位於烏克蘭東部的村莊，由盧甘斯克州卢甘斯克区的卢汉斯克市镇負責管轄。該村始建於1920年，面積0.79平方公里，海拔高度50米，2001年人口298，人口密度每平方公里377.2人。